# Dasylirion wheeleri
Dasylirion wheeleri är en sparrisväxtart som beskrevs av Sereno Watson och Joseph Trimble Rothrock. Dasylirion wheeleri ingår i släktet Dasylirion, och familjen sparrisväxter. Inga underarter finns listade i Catalogue of Life.

## Bildgalleri

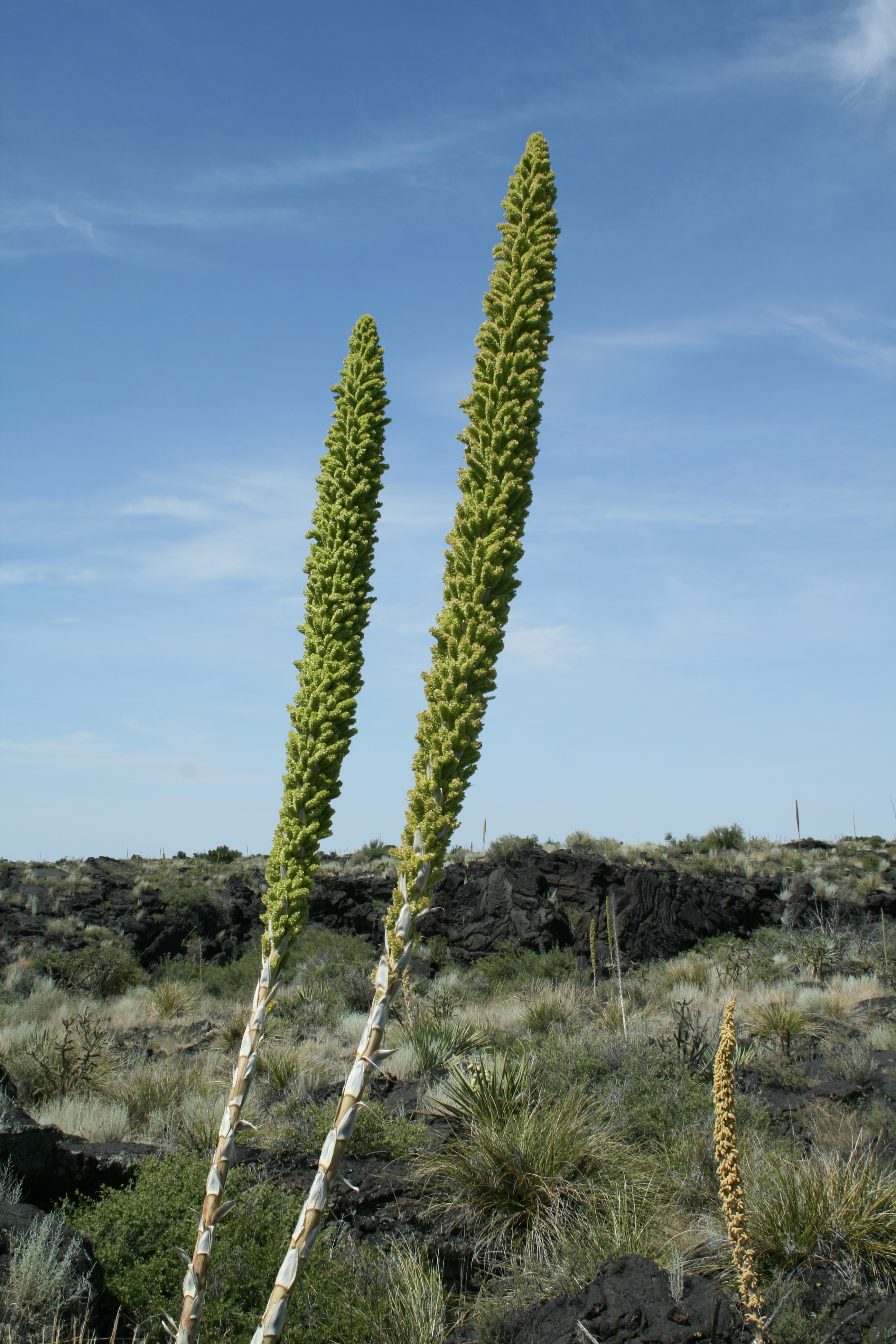
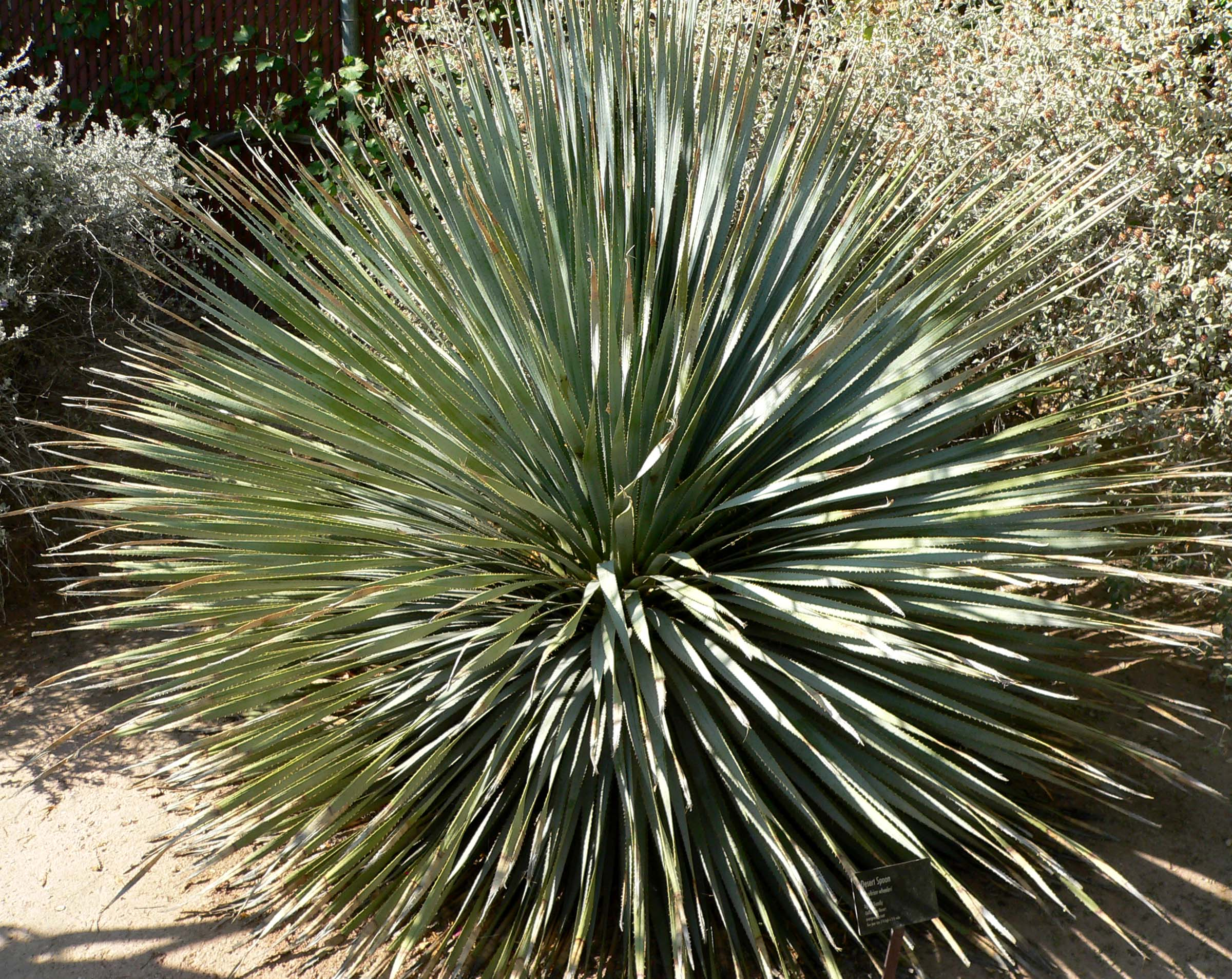
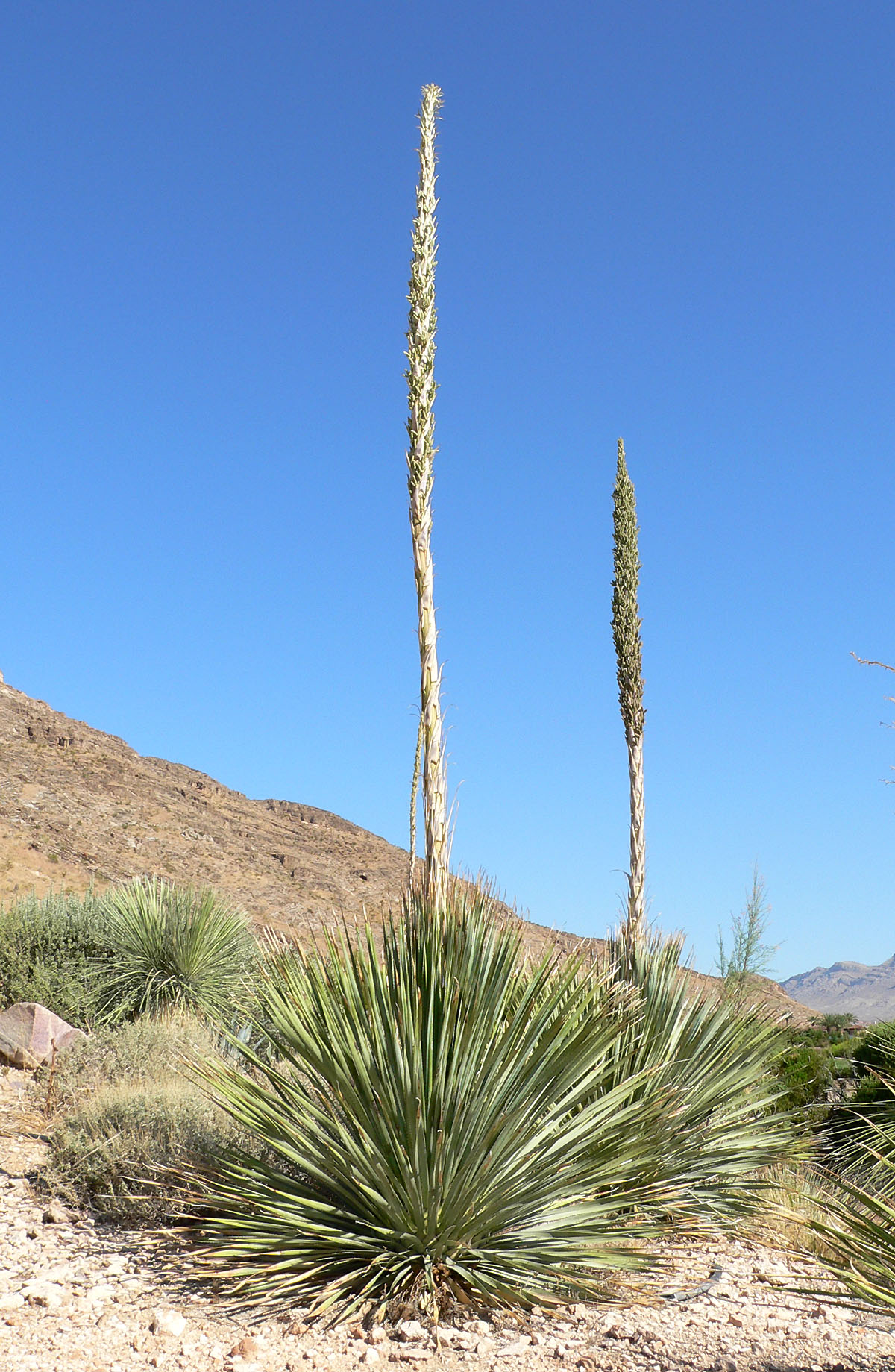
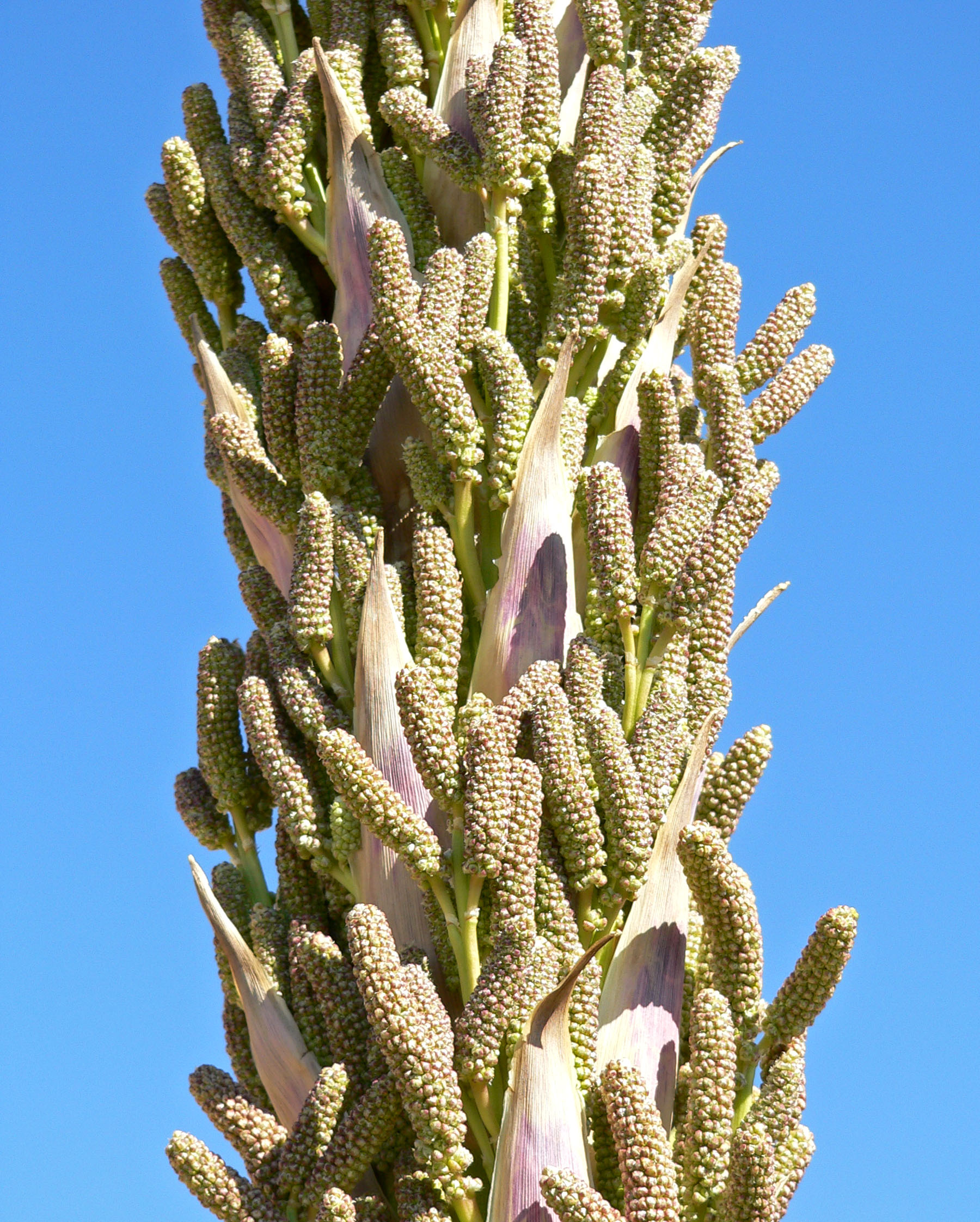
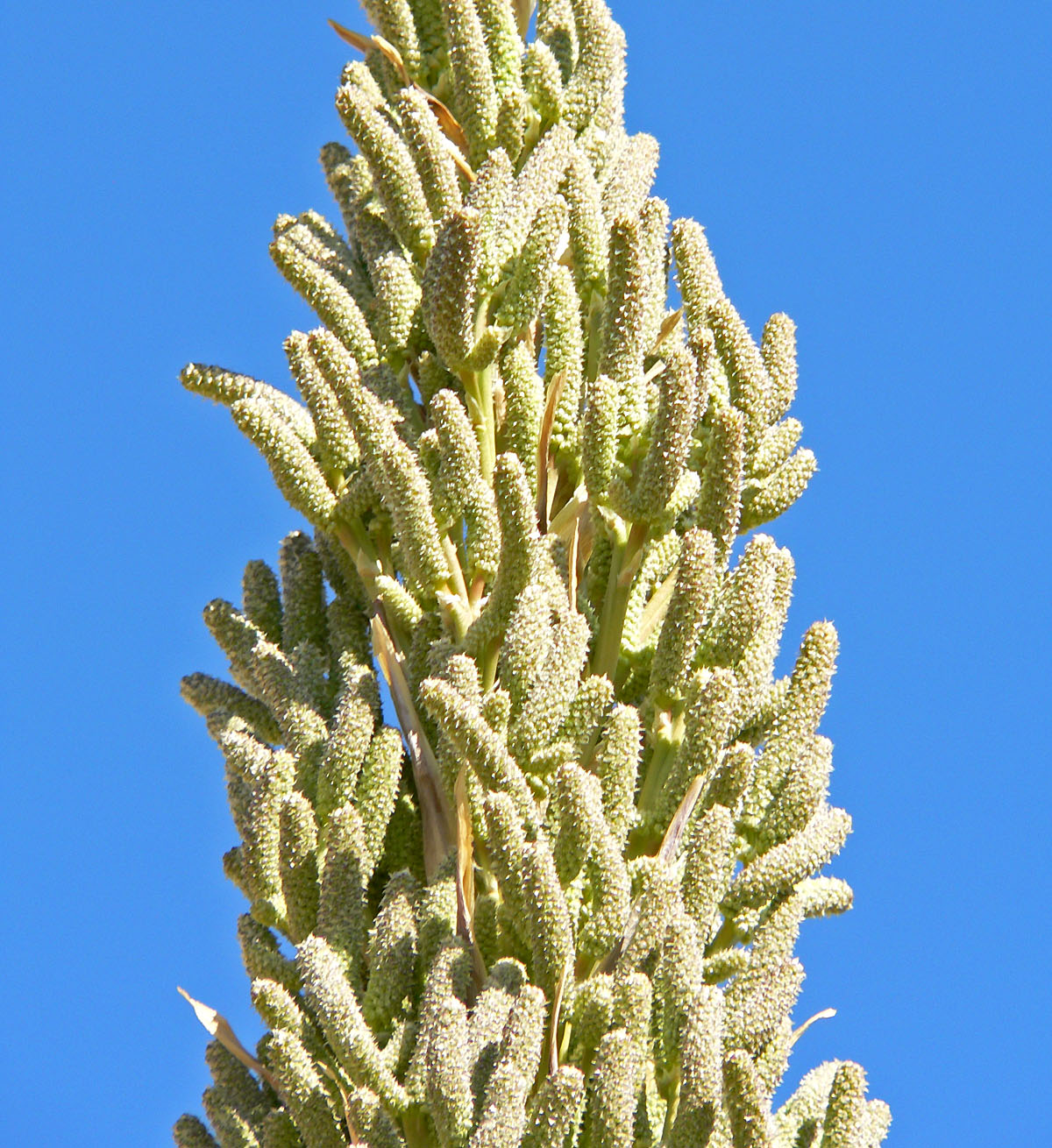
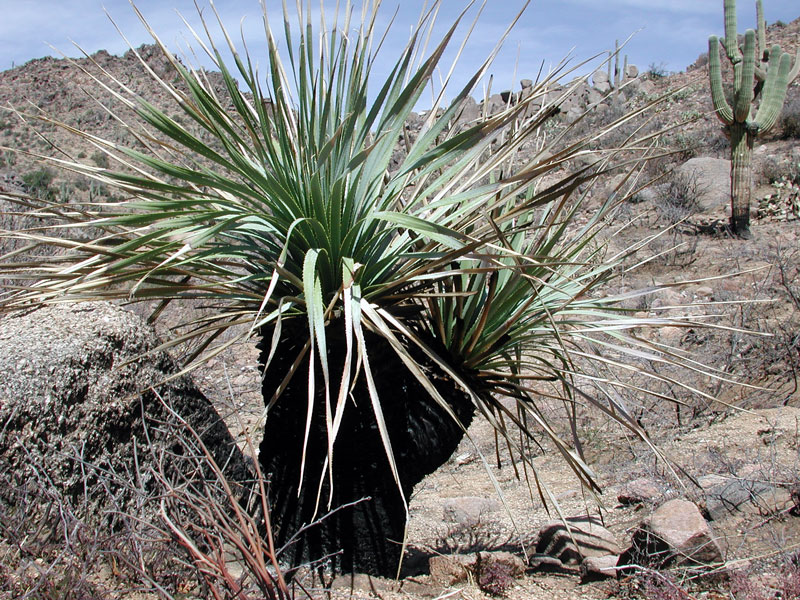